# Municipio de Auburn (Kansas)
El municipio de Auburn (en inglés, Auburn Township) es una subdivisión administrativa del condado de Shawnee, Kansas, Estados Unidos. Según el censo de 2020, tiene una población de 3312 habitantes.

## Geografía
Está ubicado en las coordenadas 38°54′50″N 95°50′36″O / 38.91389, -95.84333. Según la Oficina del Censo de los Estados Unidos, tiene una superficie total de 144.93 km², de la cual 141.79 km² corresponden a tierra firme y 3.14 km² es agua.

## Demografía
Según el censo de 2020, hay 3312 personas residiendo en la zona. La densidad de población es de 23.36 hab./km². El 90.82% son blancos, el 1.09% son afroamericanos, el 0.60% son amerindios, el 0.27% son asiáticos, el 0.03% eran isleños del Pacífico, el 0.97% son de otras razas y el 6.25% son de una mezcla de razas. Del total de la población, el 4.74% son hispanos o latinos de cualquier raza.